# شهرستان لردگان
شهرستان لردگان یکی از شهرستان‌های استان چهارمحال و بختیاری ایران است. مرکز این شهرستان، شهر لردگان است.
«این شهرستان در سال ۱۳۵۹ از شهرستان بروجن جدا و مستقل گردید 

## مردم
اهالی لردگان  بخشی از مردم لر به‌شمار می‌آیند و مردم این منطقه از ایل بختیاری می باشند و به زبان بختیاری سخن می گویند.
این شهرستان با پیشینه تاریخی بسیار کهن که در کنار ایذه جز کهن ترین شهرهای ناحیه زاگرس مرکزی هست قدمت شهر نشینی در این شهر به سلسله عیلامیان با استناد به آثار یافت شده در حوالی چشمه برم و قلعه گلی بر می.گردد تمدنهای بسیاری در این شهر به عرصه ظهور و نابودی رسیدند لردگان گذرگاهی مهم میان انشان (ایذه) زادگاه کورش بزرگ و پاسارگاد بوده است. برخی از ایل راههای بسیار کهن عشایری دزپارت) و (بارز از این قسمت عبور میکرده است در سفرنامه ناصر خسرو قبادیانی با نام لوردغان از این شهر اسم برده شده است .

## موقعیت جغرافیایی
شهرستان لردگان از شمال شرقی با شهرستان خانمیرزا، از شمال غربی با شهرستان اردل، از شرق با شهرستان فلارد، از غرب با شهرستان دزپارت استان خوزستان، از جنوب شرقی با شهرستان دنا، از جنوب با شهرستان  مارگون و از جنوب غربی با شهرستان کهگیلویه استان کهگیلویه و بویراحمد همسایه است.

## تقسیمات کشوری
شهرستان لردگان شامل ۳ بخش، ۶ دهستان و ۳ شهر به شرح زیر است:

### شهرستان لردگان
| بخش   | مرکز بخش | جمعیت بخش ۱۳۹۵ | نام دهستان | مرکز دهستان | جمعیت دهستان ۱۳۹۵ | شهر    | جمعیت شهر ۱۳۹۵ |
| ----- | -------- | -------------- | ---------- | ----------- | ----------------- | ------ | -------------- |
| مرکزی | لردگان   | ۸۸٬۱۷۰ نفر     | میلاس      | گوشه        | ۳۴٬۸۸۵ نفر        | لردگان | ۴۰٬۵۲۸ نفر     |
| مرکزی | لردگان   | ۸۸٬۱۷۰ نفر     | ریگ        | کلار علیا   | ۱۲٬۷۵۷ نفر        | لردگان | ۴۰٬۵۲۸ نفر     |
| منج   | منج      | ۱۷٬۹۹۸ نفر     | منج        | منج         | ۸٬۵۷۳ نفر         | منج    | ۱٬۴۹۲ نفر      |
| منج   | منج      | ۱۷٬۹۹۸ نفر     | بارز       | قلعه مدرسه  | ۷٬۹۳۳ نفر         | منج    | ۱٬۴۹۲ نفر      |
| رودشت | سردشت    | ۱۶٬۷۶۲ نفر     | سردشت      | شهرک مأمور  | ۴٬۳۵۹ نفر         | سردشت  | ۵٬۶۹۱ نفر      |
| رودشت | سردشت    | ۱۶٬۷۶۲ نفر     | دودراء     | سردشت       | ۱٬۸۶۰ نفر         | سردشت  | ۵٬۶۹۱ نفر      |

## جاذبه‌های گردشگری
از جاذبه‌های گردشگری این شهرستان می‌توان به موارد زیر اشاره نمود:
- آبشار آتشگاه (طولانی‌ترین آبشار ایران)
- سد کارون ۴ (پنجمین سد بلند جهان)
- رودخانه خرسان (سرشاخه‌های کارون)
- کاروانسرای قلعه مدرسه
- قبرستان و کاروانسرای پل بریده

## جمعیت
بر پایه سرشماری عمومی نفوس و مسکن در سال ۱۳۹۵، جمعیت شهرستان لردگان برابر با ۱۲۲٬۹۳۰ نفر بوده‌است.